# Chiguirí Arriba
Chiguirí Arriba è un comune (corregimiento) della Repubblica di Panama situato nel distretto di Penonomé, provincia di Coclé. Si estende su una superficie di 202,9 km² e conta una popolazione di 10.018 abitanti (censimento 2010).